# Xã Lura, Quận Faribault, Minnesota
Xã Lura (tiếng Anh: Lura Township) là một xã thuộc quận Faribault, tiểu bang Minnesota, Hoa Kỳ. Năm 2010, dân số của xã này là 163 người.